# Île de la Prairie-au-Duc
L'Île de la Prairie-au-Duc est une des anciennes îles de Loire de Nantes, en France, qui correspond aujourd'hui à la partie nord-ouest de l'île de Nantes.

## Situation
Elle se trouvait à l'ouest des îles de la Loire dépendant de Nantes. Elle était séparée des îles de Grande Biesse et de Petite Biesse par la « boire de Toussaint », bras de Loire comblée correspondant à l'actuel boulevard Gustave-Roch. Au sud, se trouvait l'île Sainte-Anne. Au nord, elle était également séparée de l'île Cochard, agglomérée à l'île de la Prairie-au-Duc au XIXe siècle.
Jusqu'à la fin des années 1920, l'île était également parcourue par des canaux qui furent progressivement comblés, et qui facilitait alors le transport par voie d'eau des marchandises depuis ou vers les usines environnantes. Le principal d'entre eux, le « canal Jollet » (ou « canal Nord-Sud »), suivait le tracé du boulevard Léon-Bureau, auquel était greffé des canaux plus ou moins perpendiculaires à ce dernier : le « canal Sud-Ouest » (situé au niveau des « Nefs Dubigeon » et qui aboutissait quai des Antilles) ou le « canal Pelloutier » (en lieu et place de l'actuelle rue Pierre-Landais),. La traversée de ses canaux était alors facilitée par l'existence de ponts tournant.

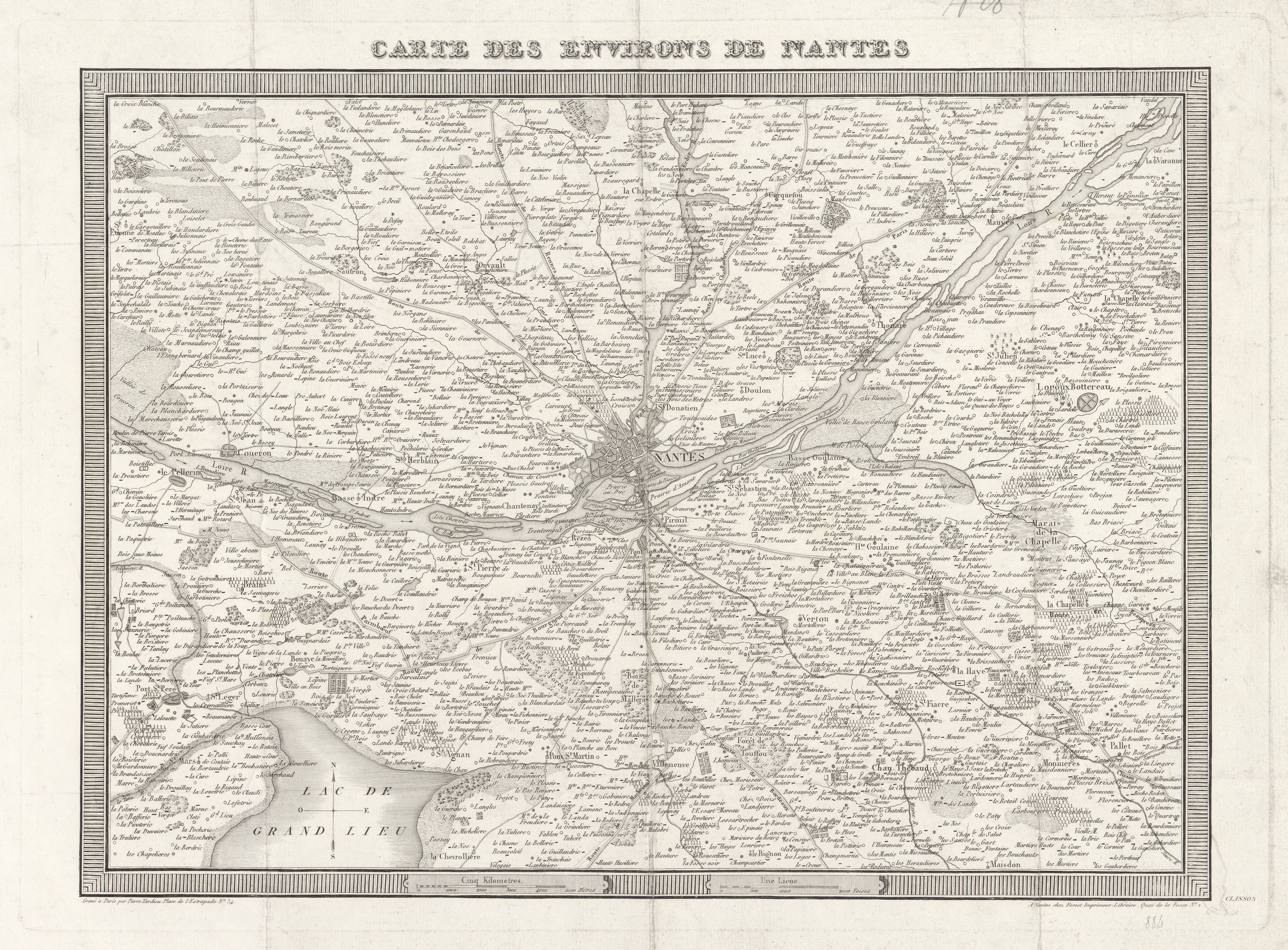
Île de la Prairie-au-Duc figurant sur la Carte des environs de Nantes, par Pierre Tardieu (1828)

## Historique
Les sables et prairies des îles sur la Loire étaient propriété du duc de Bretagne, ce qui est à l'origine du nom de cette île.
C'est dans cette prairie que fut pendu le 19 juillet 1485 Pierre Landais, principal conseiller du duc François II de Bretagne. L'exécution eut lieu au gibet qu'il avait lui-même fait construire quelques années auparavant. Ce gibet à quatre pilier dit la « carrée de Blesse » subsistera jusqu'au XVIIIe siècle.
Au XIXe siècle, la Prairie-au-Duc s'industrialise et s'urbanise massivement, cette mutation étant notamment facilitée par l'ouverture du Pont Haudaudine en 1876 et l'inauguration de la gare de l'État en 1887.

Les chantiers navals Dubigeon s'y installent dans la partie ouest, et la construction navale maintient son activité sur le site jusqu'en 1987, dans un périmètre défini par le boulevard Léon-Bureau, le boulevard de la Prairie-au-Duc et la rive de la Loire. Le pont transbordeur, inauguré en 1903, permet aux ouvriers des chantiers de rejoindre plus directement leur lieu de travail.

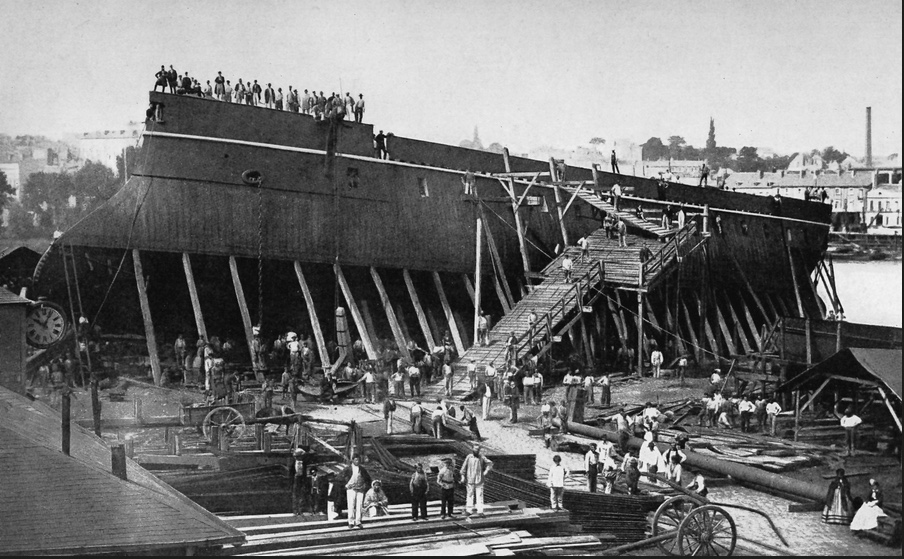
Les Chantiers Goün, à la Prairie-au-Duc.

La société Ernest Goüin et Cie y rachète les chantiers Guibert, pour la construction de navires en fer et en bois, ainsi que des ponts en fer (reprit par Jollet et Babin en 1869).

À l'est de l'île, se développa le quartier de la république, autour de la place homonyme et du boulevard Babin-Chevaye (qui comprenait aussi à l'époque le boulevard de la Prairie-au-Duc).
Parmi ces établissements de construction navale figurent les Ateliers et chantiers de Nantes, fruit de la fusion entre les Ateliers et Chantiers de la Loire et les Ateliers et chantiers de Bretagne. Au XXIe siècle, le siège de cette compagnie est intact. Construit entre 1914 et 1917 sur des plans de l'architecte René-Charles Ménard, il a été rénové entre 1992 et 1994. Il est utilisé par des associations nantaises.
De cet ensemble industriels ont été conservées, outre le siège des ACL, les nefs, aujourd'hui occupées par les Machines de l'Île, trois cales de lancement, et deux grues Titan. Cette affectation entre dans le cadre d'un projet urbanistique de grande ampleur, étalé sur vingt ans, sur l'ensemble de l'île de Nantes. Dans le quartier de la Prairie-au-Duc, d'anciens entrepôts ont été réaffectés, notamment pour créer l'ensemble d'établissements appelés Hangar à bananes, sur le quai des Antilles, orné des emblématiques Anneaux de Buren.
Le conseil municipal de Nantes a décidé, 2 avril 2010, la dénomination des différents sites dans anciens chantiers : « Nefs de Loire », « esplanade des Riveurs », « cale des Sous-marins », « ponton des Chantiers », etc.
En 2012, une nouvelle phase s'amorce au cœur du parc des anciens chantiers. Le boulevard de la Prairie-au-Duc doit à l'avenir desservir de nouveaux habitats, écoles, bureaux et commerces, pour une surface totale de 50 000 m2 environ.